# スウィンギング・ブルー・ジーンズ
ザ・スウィンギング・ブルー・ジーンズ (英語: The Swinging Blue Jeans)は、イギリスのロック・バンドである。ブリティッシュ・インヴェイジョン期に活躍し、「ヒッピー・ヒッピー・シェイク」や「グッド・ゴリー・ミス・モリー」をヒットさせる。

## メンバー
- レイ・エニス (Ray Ennis) - 本名:Raymond Vincent Ennis、1940年5月26日、マージーサイド州リヴァプール、フイトン生まれ。リード・ボーカル兼リード・ギター担当。
- ラルフ・エリス (Ralph Ellis) - 1942年3月8日、マージーサイド州リヴァプール生まれ。リズム・ギター兼ボーカル担当。
- レス・ブレイド (Les Braid) - 本名:William Leslie Braid、1937年9月15日、マージーサイド州リヴァプール、ウエストダービー生まれ。ベース兼ボーカル、キーボード担当。
- ノーマン・クールク (Norman Kuhlke) - 1942年6月17日、マージーサイド州リヴァプール生まれ。ドラムス兼ボーカル担当。
- テリー・シルヴェスター (Terry Sylvester) - 本名:Terence Sylvester、1947年1月8日、マージーサイド州リヴァプール生まれ。リズム・ギター兼ボーカル担当。
- マイク・グレゴリー (Mike Gregory) - 本名:Michael Gregory、1946年11月7日、マージーサイド州リヴァプール生まれ。ベース担当。

## 来歴
1956年頃、レイ・エニスが中心となってスキッフルのバンドとして結成された。当時はジーン・ヴィンセントにあやかってThe Swinging Bluegenes (読み方同じ)と名乗っていた。
1958年、リヴァプール・エンパイア劇場で行われたバンド・コンテストで優勝。その時2位のバンドにいたラルフ・エリスが加入。
1961年頃にはレス・ブレイド、ノーマン・クールクが入り、メンバーが一定する。
1962年、スウィンギング・ブルー・ジーンズは、マルティグラというクラブのオーナー、ジム・アイルランドとマネージメント契約を結ぶ。アイルランドは、まずイギリスの奇才、ジョー・ミークのオーディションに4人を送り込むが、結果は不合格、4人は腕を上げる事に集中する。
1963年、彼らはグループ名をThe Swinging Blue Jeansに改名する。同年、EMI傘下のHMVとレコーディング契約を結び、6月に「イッツ・トゥー・レイト・ナウ」でデビューを果たす。チャートの30位とまずまずの中ヒットをリリースした。9月にも「ドゥ・ユー・ノウ」を出すが、チャートインしていない。
しかし、この頃リヴァプールに工場を持っていたジーンズ・メーカーがスポンサーとなり、海賊ラジオ局ラジオ・ルクセンブルクで『スウィンギング・タイム』という15分番組を持つまでになり、徐々に人気を集めていく。
12月発売のチャン・ロメロ作の「ヒッピー・ヒッピー・シェイク」が2位を記録し、グループの大ヒット曲となる。翌年の3月には、アメリカで24位を記録する。これをきっかけに、エド・サリヴァン・ショーへの出演依頼が舞い込んで来るが、ヨーロッパ・ツアーの契約がまだ残っており、出演を断った。
続くリトル・リチャードのカバー「グッド・ゴリー・ミス・モリー」が11位を記録。その次のベティ・エヴァレットのカバー「悪いあなた (You're no good)」が3位を記録する。
しかし、その後のヒットは1966年1月、ディオンヌ・ワーウィックのカバー「ドント・メイク・ミー・オーバー」まで間が空き、同曲も31位を記録する。その後は、ヒットを出すことができなかった。
同年、ラルフ・エリスが抜け、同じリヴァプールのバンド、ザ・エスコーツからリズム・ギター担当のテリー・シルヴェスター、ベース担当のマイク・グレゴリーが加入。レス・ブレイドはキーボード担当に変わる。
オリジナルメンバーがエニスとブレイドだけになってしまったものの、グループはカナダ人のメンバーを加入させ、存続している。第一線を退き、キャバレーやクラブを周っているという。
2000年代に入っても存続していたが、ブレイドは2005年7月31日、肺がんのため死去する。67歳だった。
エニスも、2010年12月までグループ唯一のオリジナル・メンバーとして活動していたが、リヴァプールでのライヴを最後に引退する。オリジナル・メンバーはいないものの、スウィンギング・ブルー・ジーンズは活動を続けている。

## ディスコグラフィ

### シングル
- "It's Too Late Now" / "Think of Me" (HMV POP 1170, 1963年6月) - 全英シングルチャート 30位
- "Do You Know" / "Angie" (HMV POP 1206, September 1963年)
- "Hippy Hippy Shake" / "Now I Must Go"  (HMV POP 1242, 1963年12月) - 全英シングルチャート 2位; Billboard Hot 100 24位
- "Good Golly Miss Molly" / "Shaking Feeling" (HMV POP 1273, 1964年3月) - 全英シングルチャート 11位; Billboard Hot 100 43位
- "You're No Good" / "Don't You Worry About Me" (HMV POP 1304, 1964年5月) - 全英シングルチャート 3位; Billboard Hot 100 97位
- "Promise You'll Tell Her" / "It's So Right" (HMV POP 1327, 1964年8月) - Billboard Hot 100 130位
- "It Isn't There" / "One of These Days" (HMV POP 1375, 1964年12月)
- "Make Me Know You're Mine" / "I've Got a Girl" (HMV POP 1409, 1965年3月)
- "Crazy 'Bout My Baby" / "Good Lovin'" (HMV POP 1477, 1965年10月)
- "Don't Make Me Over" / "What Can I Do Today" (HMV POP 1501, 1966年1月) - 全英シングルチャート 31位; Billboard Hot 100 116位
- "Sandy" / "I'm Gonna Have You" (HMV POP 1533, 1966年6月)
- "Rumours, Gossip, Words Untrue" / "Now the Summer's Gone" (HMV POP 1564, 1966年11月)
- "Tremblin'" / "Something's Coming Along" (with Kiki Dee, Madeline Bell), (HMV POP 1596, 1967年7月)[10][11]

### アルバム
- Hippy Hippy Shake (1964年) - Billboard 200 90位[11]
- Blue Jeans a'Swinging (1964年)
- Live aus dem "Cascade Beat Club" in Köln (1965年)
- Don't Make Me Over (1966年)